# Oedothorax assuetus
Oedothorax assuetus – gatunek pająka z rodziny osnuwikowatych.
Gatunek ten opisany został w 1998 roku przez Andrieja Tanasiewicza na podstawie dwóch okazów odłowionych w 1980 roku.
Samiec ma 2,38 mm, a samica 2,45 mm długości ciała. Karapaks jest jasnobrązowy z ciemnym, szerokim pierścieniem, u samca ma 1,08 mm długości i 0,75 mm szerokości, a u samicy 1,03 mm długości i 0,7 mm szerokości. Odnóża są jasnobrązowe, wyposażone w trichobotria na każdym nadstopiu. Opistosoma ma u samca 1,53 mm długości i 0,9 mm szerokości, a u samicy 1,7 mm długości i 1,2 mm szerokości. Charakterystyczne cechy gatunku obejmują kształt wyniosłości na karapaksie samca oraz budowę jego narządów kopulacyjnych.
Gatunek himalajski, znany tylko z Nepalu. Miejsce typowe znajduje się u stóp góry Phulchowki, na wysokości 1700 m n.p.m..